# Afrika királynője
Az Afrika királynője (eredeti cím: The African Queen)  1951-ben bemutatott amerikai technicolor filmdráma, főszereplői Humphrey Bogart és Katharine Hepburn.
Az C. S. Forester 1935-ben megjelent azonos című könyve alapján készült film egy afrikai folyami gőzös ápolatlan, iszákos kapitánya és egy puritán misszionáriusnő meglehetősen távolról induló egymásra találásának kalandjait meséli el.
1994-ben az amerikai Kongresszusi Könyvtár Filmmegőrzési bizottsága a filmet beválasztotta az amerikai nemzeti filmregiszterbe, „mint kulturális, történelmi vagy esztétikai értéke miatt örök időkre megőrzésre érdemes alkotást”.
A filmet több Oscar-díjra jelölték, amiből egyet kapott meg; Humphrey Bogart a férfi főszerepért.

## Cselekménye

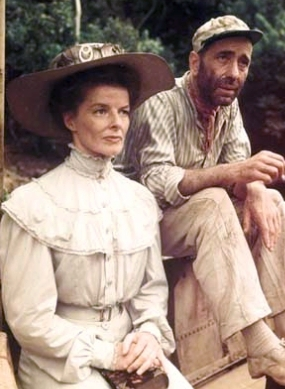
Hepburn és Bogart a film egyik jelenetében

KKelet-Afrika németek által megszállt területe, 1914, az első világháború kitörése elején.
Rose bátyjával egy kelet-afrikai misszionárius telepen dolgozik az első világháború kitörésekor. A német hadsereg (és afrikai katonái) felégeti a falut, az embereket elhurcolják. Rose bátyja, a helyi metodista lelkész megőrül, másnapra meghal. Rose az egyedüli élő ember a felégetett faluban, amikor megérkezik a csapzott, fáradt, kiéhezett kalandor Charlie, az „Afrika királynője” nevet viselő apró gőzhajó tulajdonosa és kapitánya. Charlie azt mondja Rose-nak, hogy menjen vele, mielőtt a németek visszajönnének.  Charlie azt javasolja, hogy húzódjanak meg egy közeli szigeten (ahol sokáig ki tudnak tartani), amíg az angol hadsereg odaér, de Rose szerint többet kell tenniük a hazájukért. Ezért azzal az ötlettel áll elő, hogy hajózzanak le egy hajózhatatlannak tartott folyón, és támadják meg a németeket. Egy német hadihajó ugyanis megakadályozza az angol haditengerészetet, hogy behatoljon erre a területre. Rose azt javasolja, alakítsák át Charlie hajóját torpedóvá.
Charlie belemegy az ötletbe, és megtanítja Rose-nak, hogyan kormányozza a hajót. Rose az első zúgó sikeres leküzdése után fellelkesül, Charlie azonban túlságosan kockázatosnak tartja a továbbhaladást, ezért visszalép a tervtől, majd később mégis rááll, hogy menjenek tovább.

## Szereplők
- Humphrey Bogart – Charlie Allnut, az „Afrika királynője” kapitánya
- Katharine Hepburn – Rose Sayer, misszionáriusnő
- Robert Morley  – Samuel Sayer atya, Rose bátyja
- Peter Bull – a német „Louisa” hadihajó kapitánya

## Fontosabb díjak, jelölések
Oscar-díj (1952)
- díj: legjobb férfi főszereplő – Humphrey Bogart
- jelölés: legjobb rendező – John Huston
- jelölés: legjobb eredeti forgatókönyv – James Agee, John Huston
- jelölés: legjobb női főszereplő – Katharine Hepburn

BAFTA-díj (1953)
- jelölés: legjobb film
- jelölés: legjobb férfi főszereplő – Humphrey Bogart
- jelölés: legjobb női főszereplő – Katharine Hepburn

New York-i Filmkritikusok Egyesülete (1951)
- jelölés: 2. helyezés: legjobb rendező – John Huston
- jelölés: 3. helyezés: legjobb film –  John Woolf, Sam Spiegel

## Forgatási helyszínek
- Afrika
- Isleworth Studios, London

## Irodalmi alapanyag magyarul
- Az afrikai királynő; ford. Gátföldy E. K.; Nova, Budapest, 1948